# جمهوری صربستان (۱۹۹۲–۲۰۰۶)
جمهوری صربستان، یک واحد فدرال در جمهوری سوسیالیستی یوگسلاوی بین سال‌های ۱۹۹۰ تا ۱۹۹۲، جمهوری فدرال یوگسلاوی بین سال‌های ۱۹۹۲ تا ۲۰۰۳ و صربستان و مونته‌نگرو بین سال‌های ۲۰۰۳ تا ۲۰۰۶ بود. پس از جداشدن مونته‌نگرو از اتحادش با صربستان، این جمهوری به‌صورت یک کشور مستقل درآمد.